# 산후안라벤틸 지역

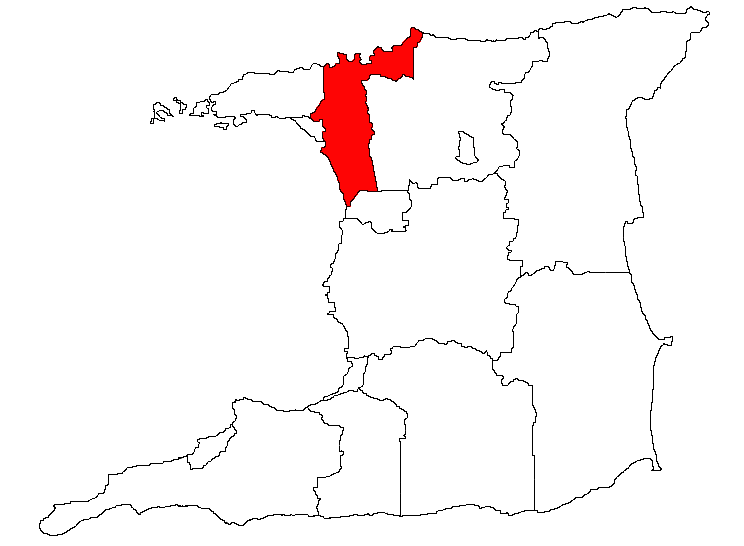
산후안라벤틸 지역의 위치

산후안라벤틸 지역(영어: San Juan-Laventille)은 트리니다드 토바고의 지역으로 중심 도시는 라벤틸(Laventille)이며 면적은 220.39km2, 인구는 157,295명(2000년 기준), 인구 밀도는 710명/km2이다.